# Resultados do Carnaval de São Paulo em 1995
Este artigo lista os Resultados do Carnaval de São Paulo em 1995.

## Escolas de Samba

### Grupo Especial
Os desfiles do Grupo Especial ocorreram no dia 25 de fevereiro de 1995 no sambódromo do Anhembi. O Grupo Especial voltou a ter 10 escolas. O arrebatador desfile da Gaviões da Fiel levou a escola ao seu primeiro campeonato. O pódio foi completado pela trica Rosas-Camisa-Vai-Vai e pela surpreendente X-9 Paulistana, que estreava no Grupo Especial com uma notável quinta colocação. Surpresa também no rebaixamento: a luxuosa Leandro de Itaquera classificando-se em 9º lugar e retornando ao Grupo de Acesso.
Ordem de Desfile
| Sábado (25/02/1995) |
| 1. Imperador do Ipiranga 2. X-9 Paulistana 3. Camisa Verde e Branco 4. Gaviões da Fiel 5. Leandro de Itaquera 6. Rosas de Ouro 7. Unidos do Peruche 8. Mocidade Alegre 9. Vai-Vai 10. Nenê de Vila Matilde |

Classificação
| Legenda: Campeã Rebaixada |

| Col. | Escola                | Enredo                                      | Pontos |
| ---- | --------------------- | ------------------------------------------- | ------ |
| 1    | Gaviões da Fiel       | Coisa Boa é Pra Sempre                      | 293,00 |
| 2    | Rosas de Ouro         | Paixão Nacional                             | 288,00 |
| 3    | Camisa Verde e Branco | Do Palco ao Asfalto, "O Resumo da Ópera"    | 288,00 |
| 4    | Vai-Vai               | Deu Poesia na Terra da Garoa                | 288,00 |
| 5    | X-9 Paulistana        | Arco-íris da Ilusão                         | 287,50 |
| 6    | Nenê de Vila Matilde  | Eu Te Amo                                   | 286,50 |
| 7    | Mocidade Alegre       | Do Rock ao Samba - Todo Mundo Maluco Beleza | 284,50 |
| 8    | Unidos do Peruche     | Não Deixe o Samba Sambar                    | 282,50 |
| 9    | Leandro de Itaquera   | Felicidade                                  | 274,50 |
| 10   | Imperador do Ipiranga | Alegria está no ar                          | 259,50 |

### Grupo 1
Os desfiles do Grupo 1 ocorreram no dia 26 de fevereiro de 1995.
Classificação
| Legenda: Promovida Rebaixada |

| Col. | Escola                  | Enredo                                                        | Pontos |
| ---- | ----------------------- | ------------------------------------------------------------- | ------ |
| 1    | Tom Maior               | Made in China - o Papel do Papel                              | 99,00  |
| 2    | Pérola Negra            | Origem e Evolução do Roda                                     | 98,00  |
| 3    | Barroca Zona Sul        | Eu Sou Boy e Chego Lá                                         | 96,50  |
| 4    | Águia de Ouro           | Voa, Voa Minha Liberdade                                      | 96,00  |
| 5    | Primeira da Aclimação   | Carnavália e os Deuses da Folia                               | 95,50  |
| 6    | Acadêmicos do Tucuruvi  | Alô, Alô Responde                                             | 94,50  |
| 7    | Combinados de Sapopemba | Do Folclore à Cultura, Do Sertão a Passarela: Tonico e Tinoco | 88,00  |
| 8    | Flor da Vila Dalila     | Um Mundo Feito a Mão                                          | 85,50  |
| 9    | Passo de Ouro           | Emoção Pra Valer                                              | 84,50  |
| 10   | Unidos de São Miguel    | Brasil, Majestosa Natureza                                    | 58,00  |

### Grupo 2
Os desfiles do Grupo 2 ocorreram no dia 27 de fevereiro de 1995.
Classificação
| Legenda: Promovida |

| Col. | Escola                              | Enredo                                                    | Pontos |
| ---- | ----------------------------------- | --------------------------------------------------------- | ------ |
| 1    | Morro da Casa Verde                 | Sonho em Verde e Rosa                                     | 287,00 |
| 2    | Colorado do Brás                    | Deu a Louca no Xingu                                      | 282,00 |
| 3    | Unidos de São Lucas                 | O Fascínio do Jogo                                        | 278,00 |
| 4    | Unidos de Guaianases                | Uma Viagem aos Bares da Vida                              | 275,00 |
| 5    | Império do Cambuci                  | Histórias da Vovó                                         | 271,00 |
| 6    | Prova de Fogo                       | Respeitável Público                                       | 268,00 |
| 7    | Mocidade Unida da Mooca             | São Paulo dos meus Valores na Visão de "Adoniran Barbosa" | 267,00 |
| 8    | União Imperial                      | É Hoje, Maravilhoso Vendaval                              | 265,00 |
| 9    | Acadêmicos do Tatuapé               | Tá Na Mão                                                 | 256,00 |
| 10   | União Independente da Vila Prudente | O Batuque Sai da Senzala e Vai à Missa - Axé da Bahia     | 249,00 |
| 11   | Primeira do Itaim Paulista          | A Magia da Lua                                            | 243,00 |
| 12   | Acadêmicos do Ipiranga              | O Rei Sou Eu                                              | 232,00 |

### Grupo 3
Os desfiles do Grupo 3 ocorreram no dia 26 de fevereiro de 1995.
Classificação
| Legenda: Promovida |

| Col. | Escola                         | Enredo                                                   | Pontos |
| ---- | ------------------------------ | -------------------------------------------------------- | ------ |
| 1    | União Independente da Zona Sul | Um Sorriso Negro                                         | 187,00 |
| 2    | Brinco da Marquesa             | As Quatro Estações do Ano                                | 185,00 |
| 3    | Unidos de Vila Maria           | Abram Alas Pra Folia, Que Aí Vem o Circo                 | 172,00 |
| 4    | Vera Cruz                      | O Ouro Que Se Come                                       | 171,00 |
| 5    | Raiz da Zona Sul               | Chiquinha Gonzaga, Um Canto de Mil Gerações              | 167,00 |
| 6    | Malungos                       | Tia Ciata e as Baianas                                   | 166,00 |
| 7    | Império Lapeano                | Vivendo de Ilusão                                        | 165,00 |
| 8    | Cachoeira Império do Samba     | As Histórias Que Vovó Contava. Cruz Credo Ave Maria!     | 162,00 |
| 9    | Unidos de Taipas               | Origens do Carnaval em Azul e Branco Ilumina a Passarela | 160,00 |
| 10   | Flor da Zona Sul               | Falando das Flores                                       | 159,00 |
| 11   | Independentes do Jardim Miriam | "Chiraue Quilombo" Jabaquara Tem Batuque                 | 151,00 |

### Grupo 4
Os desfiles do Grupo 4 ocorreram no dia 26 de fevereiro de 1995.
Classificação
| Legenda: Promovida |

| Col. | Escola                      | Enredo                                                                      | Pontos |
| ---- | --------------------------- | --------------------------------------------------------------------------- | ------ |
| 1    | Iracema, Meu Grande Amor    | Nelson Gonçalves (O Cantor das Multidões) - A Boêmia Também Mora no Iracema | 96,00  |
| 2    | Imperatriz da Paulicéia     | Teatro de Ilusões                                                           | 95,00  |
| 3    | Levanta Poeira              | Tia Edna, Seu Sonho, Seu Povo e Sua Gente                                   | 93,00  |
| 4    | Dragões de Vila Alpina      | Mundo Maravilhoso                                                           | 90,00  |
| 5    | Os Bambas                   | Samba: Que Palavra é Essa?                                                  | 90,00  |
| 6    | Folha Azul dos Marujos      | No Reino das Folhas Azuis                                                   | 90,00  |
| 7    | Ermelinense                 | Exaltação à Música Popular Brasileira - O Samba                             | 90,00  |
| 8    | Falcão do Morro Itaquerense | Brasil em Forma de Aquarela                                                 | 86,00  |
| 9    | Academia do Samba           | Lua Cheia de Amor                                                           | 85,00  |
| 10   | Paraíso do Samba            | O Inicio do Cinema Nacional                                                 | 80,00  |
| 11   | Boêmios da Vila             | Carnaval Orixás, Boêmios em Noites Belas                                    | 76,00  |